# 宗親會
宗親會是聯絡同姓宗族的組織，宗親會是在中國傳統倫理思想下衍生出的組織。現今宗親會組織常見於華人世界暨漢字文化圈，在日本稱籓族，在朝鮮半島稱為宗親會（종친회）或宗約院（종약원），在琉球多稱之為門中會。當一個宗族世代繁衍，子孫往往散居各地，為了保持宗族的完整和團結，就成立宗親會。宗親會通常以同姓一族為組成團體，隱含彼此之間有著共同祖先血緣關係。在台灣及海外類似團體也有稱之祭祀公業、祀產公業、祖公會、丁仔會等不同的組織稱呼。名稱雖不相同，但其主要的功能如:調解、互助、團結、聯誼、承續維持宗族壯大之傳統觀念是相同的。而宗親會除了平時的聯絡外，還有族譜的編製，宗族祖先的祭祀，所以亦可說宗親會的設立就是為了維繫倫理而產生的。